# El Grande
El Grande és un joc de tauler d'estil europeu de control de territori ambientat a l'Espanya del segle xv on cada jugador pren el rol d'un membre de l'alta noblesa que rivalitza amb els altres companys pel control dels diferents regnes. Va ser dissenyat per Wolfgang Kramer i Richard Ulrich l'any 1995 i va guanyar el premi Spiel des Jahres de 1996. Se'l considera el primer joc de majories, és a dir, un joc que es gaudeix amb la majoria de jugadors possible.

## Funcionament
Cada jugador representa un membre de l'alta noblesa, amb un reialme natal i una cort de 30 cavallers que haurà d'anar repartint pels diferents reialmes que conformen la península. Aquests cavallers es distribueixen mitjançant un conjunt de cartes d'acció que els jugadors escullen en ordre mitjançant un sistema de subhastes. A més a més, cada carta permet un conjunt d'esdeveniments que tenen efecte sobre la resta de jugadors: redistribució de cavallers, puntuació de territoris, canvis en el valor en punts de determinats territoris, etcètera.
Una partida té una durada determinada en un total de 9 torns. Cada tres torns es puntuen els territoris, mitjançant un sistema que dona punts al tres jugadors amb major quantitat de cavallers en cadascun dels territoris. A més a més, s'afegeixen a les regions les peces que s'hagin dipositat al castell, les quals en no estar sempre visibles poden fer decantar les majories. Guanya la partida el jugador que, en finalitzar l'últim recompte, hagi acumulat major nombre de punts.

## Altres aplicacions
Alguns autors han destacat les aplicacions formatives de determinats jocs com Carcassonne, El Grande o Puerto Rico en disciplines com la història donada la seva temàtica accessible i la seva capacitat de simulació.